# Anna Peplowski
Anna Peplowski (* 25. September 2002 in Germantown Hills, Illinois) ist eine Schwimmerin aus den Vereinigten Staaten. Sie gewann bei Olympischen Spielen eine Silbermedaille, bei Weltmeisterschaften erschwamm sie bis 2024 einmal Silber auf der 50-Meter-Bahn.

## Sportliche Karriere
Peplowski besuchte die Metamora Township High School. Seit 2021 studiert Peplowski an der Indiana University, für deren Sportteam sie auch schwimmt.
Bei den Weltmeisterschaften 2023 in Fukuoka schwamm die 4-mal-200-Meter-Freistilstaffel mit Anna Peplowski, Alex Shackell, Erin Gemmell und Leah Smith die schnellste Vorlaufzeit. Im Finale waren Erin Gemmell, Katie Ledecky, Bella Sims und Alex Shackell fünf Sekunden schneller als die Vorlaufstaffel und belegten den zweiten Platz hinter den Australierinnen. Alle sechs Schwimmerinnen aus den Vereinigten Staaten erhielten eine Silbermedaille.
Ein Jahr später bei den Olympischen Spielen 2024 in Paris legte die 4-mal-200-Meter-Freistilstaffel mit Anna Peplowski, Erin Gemmell, Simone Manuel und Alex Shackell die viertbeste Vorlaufzeit vor. Im Endlauf waren Claire Weinstein, Paige Madden, Katie Ledecky und Erin Gemmell fast zwölf Sekunden schneller und erkämpften die Silbermedaille hinter den Australierinnen und vor den Chinesinnen.